# Sega GT
Sega GT, lanzado en Japón como Sega GT: Homologation Special (セガGT ホモロゲーションスペシャル Sega Jī Tī Homorogēshon Supesharu) es un videojuego de simulación de carreras desarrollado conjuntamente por Wow Entertainment y TOSE, y publicado por Sega para su consola doméstica Dreamcast. El juego se lanzó en 2000. Una versión de Microsoft Windows se publicó el año siguiente, en Japón y Norteamérica por Sega, y en Europa por Empire Interactive.
Sega GT fue destinado por Sega a rivalizar con la popular serie de carreras Gran Turismo de Sony, que impulsó las fuertes ventas de la consola PlayStation y despertó el interés en el competidor más cercano de Dreamcast, la PlayStation 2, aún sin estrenar. Si bien Sega GT se encontró con una recepción positiva, las ventas fueron solo modestas, y el Dreamcast recibió poca atención contra su competencia. A pesar de esto, Sega continuaría la serie en la Xbox con una secuela titulada, Sega GT 2002 después de la desaparición de la consola Dreamcast.

## Jugabilidad
En el modo Campeonato de Sega GT, el jugador compite en varias carreras en 22 pistas diferentes en un esfuerzo por obtener licencias y ganar copas. El dinero del premio recolectado se puede usar para comprar autos y piezas mecánicas adicionales. El juego también presenta un modo de creación de autos donde los jugadores pueden construir un vehículo personalizado desde cero utilizando partes adquiridas, o pueden modificar cualquiera de sus vehículos existentes.
El juego presenta más de 130 autos seleccionables de fabricantes como Dodge, Ford, Toyota y Mitsubishi, y el manejo de cada uno se basa en las especificaciones de su contraparte de la vida real. La versión europea de Sega GT incluiría autos adicionales de Alfa Romeo, Fiat, Mercedes-Benz, Audi y otros.

## Recepción
La versión Dreamcast de Sega GT recibió revisiones "favorables" según Metacritic, el sitio web de análisis de la revisión. Los críticos elogiaron el generoso contenido de la versión de consola y las opciones de personalización, pero encontraron que los controles a veces pueden ser difíciles. En Japón, Famitsu le dio a dicha versión de consola una puntuación de 33 sobre 40.